# Platin
Duo Platin je slovenska glasbena skupina, ki jo predstavljata zakonca Diana in Simon Gomilšek.
Platin je skupina z jedrom zakoncev Gomilšek, duo pa sestavljata le Simon in Diana. 
Na Eurosongu 2004 sta dosegla le 5 točk.
Svoj medijski vzpon sta dosegla z zmagovalno pesmijo na prireditvi EMA 2004.

## Albumi in singli
- Pet minut
- Stay forever
- Ich lieb' dich viel zu sehr
- Nur Du
- Total machtlos
- So weit der Wind mich traegt
- Vse ostalo

## Nastopi na glasbenih festivalih

### EMA
- 2003: Sto in ena zgodba (Simon Gomilšek - Diana Lečnik - Sašo Fajon) - 13. mesto (0 točk)
- 2004: Stay Forever (Simon Gomilšek - Diana Lečnik - Simon Gomilšek) - 1. mesto (31.279 telefonskih glasov)